# Secretaria da Fazenda e Planejamento do Estado de São Paulo
| Secretaria da Fazenda e Planejamento do Estado de São Paulo                |                  |
| Avenida Rangel Pestana, 300 Sé São Paulo, SP https://www.fazenda.sp.gov.br |                  |
| Atual secretário                                                           | Samuel Kinoshita |

A Secretaria da Fazenda e Planejamento do Estado de São Paulo (SEFAZ-SP) é uma Secretaria do Executivo do Estado de São Paulo. Ela é formada pelas anteriores Secretaria da Fazenda do Estado de São Paulo e Secretaria de Planejamento e Gestão do Estado de São Paulo. 

## Estrutura
A Secretaria da Fazenda e Planejamento possui sede na capital e atua em todo o território paulista, por meio de 18 unidades regionais tributárias, dezenas de postos fiscais, além de unidades administrativas e de atendimento que contemplam os 645 municípios do Estado.
A estrutura básica, atribuições e competências estão regulamentados em Decreto nº 64152, de 22/03/2019, o qual determina sua responsabilidade político-administrativa nas áreas tributária, financeira e de controle interno do Governo do Estado de São Paulo.

## Responsabilidades
A Secretaria da Fazenda e Planejamento possui como responsabilidades atribuições de ambas secretarias anteriores.

### Arrecadação
Compete à secretaria a arrecadação dos tributos estaduais, dentre eles:
- ICMS
- IPVA
- ITCMD

Cabe a ela também a definição e estabelecimento de política e administração tributária e financeira.
É responsável pela maior arrecadação de ICMS entre os estados brasileiros.

### Planejamento e Controle
Compete à secretaria na administração estadual.
- Gestão financeira
- Planejamento e controle da execução orçamentária
  - Assessoramento ao Governador por meio da elaboração de diretrizes estratégicas como a elaboração do Plano Plurianual - PPA do Estado [3]
    - do planejamento estratégico do Estado
    - da política econômica do Estado
    - da política de investimentos do Estado
- Controle interno do Poder Executivo
- Gestão de compras e serviços do Estado
- Administração da área previdenciária e de fomento do Estado

## História
A trajetória da Secretaria da Fazenda do Estado de São Paulo começa no início do período Republicano, como resultante da descentralização administrativa e financeira obtida pelos entes da nova Federação. Em 1892, o antigo Tesouro Provincial, agora Tesouro do Estado, foi reorganizado e passou a apoiar uma nova estrutura, a Secretaria da Fazenda, destinada a fiscalizar, controlar e dirigir receitas e despesas do Estado. As estações arrecadadoras completavam o tripé da administração fazendária estadual Enquanto na Secretaria da Fazenda era executado o trabalho administrativo e as estações arrecadadoras lançavam e cobravam os tributos estaduais, ao Tesouro do Estado cabia arrecadar, guardar e utilizar o dinheiro público para pagamento das despesas do Estado.
Entre 1892 e 1930, dentro do período histórico conhecido como Primeira República ou República Velha, a Secretaria da Fazenda passou por várias reorganizações e mudanças administrativas, para atender, principalmente, à política de proteção dos preços do café
Em 1935, já na Era Vargas, o Governo do Estado empreendeu uma ampla reforma administrativa, na qual a Secretaria da Fazenda foi a primeira a ser reestruturada, depois de um estudo apresentado pelo Instituto de Organização Racional do Trabalho
Em 1936, foi autorizada a construção do seu atual edifício, localizado na avenida Rangel Pestana. Era uma resposta ao “problema de dispersão do órgão em várias unidades”. A obra só seria iniciada, no entanto, em 1940, e finalizada nos anos 1970. 

## Documentação histórica
O Arquivo Público do Estado de São Paulo (APESP) dispõe de um extenso conjunto documental produzido e/ou acumulado pela Secretaria da Fazenda entre 1880 e 1997. São diversos tipos de documentação textual avulsa, entre os quais escriturações de arrecadação tributária, balancetes, livros razão e prontuários funcionais, como parte de diretorias como a Geral, Contadoria Geral do Estado, de Receita e de Despesa. Há também acervo de órgãos que a ela foram vinculados, como a Procuradoria Fiscal, o Instituto do Café do Estado e a Bolsa Oficial do Café.

## Lista de Secretários
Lista de Secretários da Secretaria da Fazenda do Governo do Estado de São Paulo
| Nome                                      | Período                 |
| ----------------------------------------- | ----------------------- |
| Martim Francisco Ribeiro de Andrada       | 26/02/1892 a 30/04/1892 |
| João Álvares Rubião Júnior                | 25/05/1892 a 1896       |
| Paulo de Souza Queiróz                    | 01/05/1896 a 27/04/1897 |
| Fermiano de Moraes Pinto                  | 28/04/1897 a 30/06/1897 |
| João Baptista de Mello Peixoto            | 01/09/1897 a 30/04/1900 |
| Francisco de Toledo Malta                 | 01/05/1900 a 30/04/1904 |
| Manuel Joaquim Albuquerque Lins           | 01/05/1904 a 30/09/1907 |
| Olavo Egydio de Souza Aranha              | 31/10/1907 a 30/04/1912 |
| Joaquim Miguel Martins de Siqueira        | 01/05/1912 a 29/09/1913 |
| Raphael de Abreu Sampaio Vidal            | 30/09/1913 a 12/11/1915 |
| José Cardoso de Almeida                   | 13/11/1915 a 30/04/1920 |
| Álvaro G. da Rocha Azevedo                | 01/05/1920 a 30/04/1924 |
| Mário Tavares                             | 01/05/1924 a 13/07/1927 |
| Mário Rolin Telles                        | 14/07/1927 a 10/10/1929 |
| Antonio Carlos de Salles Júnior           | 27/03/1930 a 24/10/1930 |
| José Maria Whitaker                       | 25/10/1930 a 04/11/1930 |
| Erasmo Teixeira Assunpção                 | 05/11/1930 a 04/12/1930 |
| Marcos de Souza Dantas                    | 05/12/1930 a 27/07/1931 |
| Numa de Oliveira                          | 28/07/1931 a 13/11/1931 |
| Marcos de Souza Dantas                    | 14/11/1931 a 25/11/1931 |
| José da Silva Gordo                       | 26/11/1931 a 06/03/1932 |
| José da Silva Gordo                       | 07/03/1932 a 14/03/1932 |
| José da Silva Gordo                       | 15/03/1932 a 26/05/1932 |
| Paulo de Moraes Barros                    | 27/05/1932 a 20/08/1933 |
| Francisco Alves dos Santos Filho          | 21/08/1933 a 01/01/1935 |
| Francisco Machado de Campos               | 02/01/1935 a 21/04/1935 |
| Clóvis de Paula Ribeiro                   | 22/04/1935 a 04/01/1937 |
| Clóvis de Paula Ribeiro                   | 05/01/1937 a 10/01/1937 |
| Pergentino de Freitas                     | 12/11/1937 a 28/12/1937 |
| Gastão Vidigal                            | 29/12/1937 a 24/04/1938 |
| Américo Portugal Gouvêa                   | 25/04/1938 a 08/05/1938 |
| Antonio Carlos de Salles Júnior           | 09/05/1938 a 06/11/1939 |
| Coriolano Araújo de Goes Filho            | 07/11/1939 a 10/09/1940 |
| Mário Rolim Telles                        | 13/09/1940 a 03/06/1941 |
| Coriolano Araújo de Goes Filho            | 10/06/1941 a 14/04/1943 |
| Francisco D'Auria                         | 15/04/1943 a 09/11/1945 |
| Antonio Cintra Gordinho                   | 10/11/1945 a 16/11/1946 |
| Sebastião Meirelles Teixeira              | 18/11/1946 a 14/03/1947 |
| Oscar Reynaldo M. Caravelas               | 17/03/1947 a 02/10/1947 |
| Marcello Ulysses Rodrigues                | 02/10/1947 a 27/05/1948 |
| Fernando de Camargo Prestes               | 28/05/1948 a 07/09/1948 |
| Benedito Manhães Barreto                  | 08/09/1948 a 12/05/1949 |
| Marcello Ulysses Rodrigues                | 13/05/1949 a 05/08/1949 |
| Lineu Prestes                             | 06/08/1949 a 26/02/1950 |
| João Pacheco Fernandes                    | 27/02/1950 a 30/01/1951 |
| Mário Beni                                | 02/02/1951 a 09/03/1951 |
| Nilo Andrade Amaral                       | 10/03/1951 a 14/03/1951 |
| Mário Beni                                | 15/03/1951 a 02/04/1952 |
| Nilo Andrade Amaral                       | 03/04/1952 a 04/05/1952 |
| Mário Beni                                | 05/05/1952 a 03/09/1953 |
| Theodoro Quartim Barbosa                  | 04/09/1953 a 21/01/1954 |
| Sebastião Paes de Almeida                 | 22/01/1954 a 31/01/1955 |
| Carlos Alberto A. de Carvalho Pinto       | 01/02/1955 a 10/01/1956 |
| Sebastião Meirelles Teixeira              | 11/01/1956 a 16/01/1956 |
| Carlos Alberto A. de Carvalho Pinto       | Dia 17/01/1956          |
| Sebastião Meirelles Teixeira              | 18/01/1956 a 01/02/1956 |
| Carlos Alberto A. de Carvalho Pinto       | 02/02/1956 a 05/05/1957 |
| Sebastião Meirelles Teixeira              | 06/05/1957 a 01/07/1957 |
| Carlos Alberto A. de Carvalho Pinto       | 02/07/1957 a 09/04/1958 |
| Sebastião Meirelles Teixeira              | 09/04/1958 a 13/05/1958 |
| Francisco de Paula Vicente de Azevedo     | 14/05/1958 a 16/04/1959 |
| Sebastião Meirelles Teixeira              | 16/04/1959 a 15/05/1959 |
| Francisco de Paula Vicente de Azevedo     | 15/05/1959 a 01/03/1961 |
| Gastão Eduardo de Bueno Vidigal           | 01/03/1961 a 23/01/1962 |
| Luciano Vasconcelos de Carvalho           | 24/01/1962 a 01/02/1963 |
| Sebastião Meirelles Teixeira              | 03/04/1962 a 01/03/1963 |
| Humberto Monteiro                         | 01/03/1963 a 03/05/1963 |
| José Soares de Souza                      | 04/05/1963 a 08/11/1963 |
| Antonio Milano                            | 08/11/1963 a 25/11/1963 |
| José Adolpho da Silva Gordo               | 26/11/1963 a 06/06/1966 |
| Eduardo de Barros Martins                 | 14/06/1965 a 16/08/1965 |
| Antonio Delfim Netto                      | 06/06/1966 a 07/03/1967 |
| Luiz Arrôbas Martins                      | 07/03/1967 a 06/06/1970 |
| Dilson Domingos Funaro                    | 06/06/1970 a 15/03/1971 |
| Carlos Antonio Rocca                      | 15/03/1971 a 15/03/1975 |
| Nelson Gomes Teixeira                     | 17/03/1975 a 22/03/1977 |
| Murilo Macedo                             | 22/03/1977 a 15/03/1979 |
| Affonso Celso Pastore                     | 16/03/1979 a 15/03/1983 |
| João Sayad                                | 16/03/1983 a 08/03/1985 |
| Marcos Gianetti da Fonseca                | 09/03/1985 a 15/03/1987 |
| José Machado de Campos Filho              | 16/03/1987 a 10/01/1990 |
| Antonio Augusto de Mesquita Neto          | 10/01/1990 a 06/04/1990 |
| José Machado de Campos Filho              | 06/04/1990 a 15/03/1991 |
| Frederico Mathias Mazzuchelli             | 19/03/1991 a 11/11/1992 |
| Eduardo Maia de Castro Ferraz             | 12/11/1992 a 31/12/1994 |
| José Fernando da Costa Boucinhas          | 15/08/1994 a 31/12/1994 |
| Yoshiaki Nakano                           | 01/01/1995 a 16/01/2001 |
| Fernando Maida Dall'Aqua                  | 17/01/2001 a 31/12/2002 |
| Eduardo Refinetti Guardia                 | 01/01/2003 a 01/01/2006 |
| Luiz Tacca Junior                         | 02/01/2006 a 31/12/2006 |
| Mauro Ricardo Machado Costa               | 01/01/2007 a 31/12/2010 |
| Andrea Sandro Calabi                      | 01/01/2011 a 31/12/2014 |
| Renato Augusto Zagallo Villela dos Santos | 01/01/2015 a 31/08/2016 |
| Helcio Tokeshi                            | 01/09/2016 a 15/05/2018 |
| Luiz Claudio Rodrigues de Carvalho        | 16/05/2018 a 31/12/2018 |
| Henrique de Campos Meirelles              | 01/01/2019 a 19/04/2022 |
| Felipe Scudeler Salto                     | 01/04/2022 a 31/12/2022 |
| Samuel Yoshiaki Oliveira Kinoshita        | a partir de 01/01/2023  |